# Hecate Enthroned
Hecate Enthroned je britská metalová kapela založená v roce 1992 ve velšském městě Wrexham původně pod názvem Ametyst. V roce 1993 se přejmenovala na Daemonum. Názvem Hecate Enthroned se honosí od roku 1995, pochází ze jména bohyně Hekaté z řecké mytologie. V logu kapely je mimo názvu obrácený pentagram s hlavou kozla – Bafometova pečeť. Skupina hraje mix black metalu a death metalu, tzv. blackened death metal a bývá přirovnávána ke krajanům z Cradle of Filth.
V roce 1995 vyšlo pod hlavičkou Hecate Enthroned první demo An Ode for a Haunted Wood, debutové studiové album s názvem The Slaughter of Innocence, A Requiem for the Mighty bylo vydáno v roce 1997.

## Diskografie

### Amethyst
Dema
- Unseen (1993)

### Daemonum
Dema
- Dreams to Mourn (1995)

### Hecate Enthroned
Dema
- An Ode for a Haunted Wood (1995)

Studiová alba
- The Slaughter of Innocence, A Requiem for the Mighty (1997)
- Dark Requiems... and Unsilent Massacre (1998)
- Kings of Chaos (1999)
- Redimus (2004)
- Virulent Rapture (2013)[2]
- Embrace of the Godless Aeon (2019)

EP
- Upon Promeathean Shores (Unscriptured Waters) (1995) – demo An Ode for a Haunted Wood vydané jako EP
- Miasma (2001)

Kompilace
- The Blackend Collection (2005) – kolekce dvou CD, obsahuje první tři dlouhohrající nahrávky The Slaughter of Innocence, A Requiem for the Mighty; Dark Requiems... and Unsilent Massacre; a Kings of Chaos.

Split nahrávky
- Daemonum/Hecate Enthroned Demos 1995 (2021) – CD split kompilace dvou demonahrávek z roku 1995: Dreams to Mourn od Daemonum a An Ode for a Haunted Wood od Hecate Enthroned

Samplery
- Hymns to the Fallen (1998) – společně s kapelami Enthroned, Prophanity, Amsvartner a Amduscias[4]
- Hymns to the Fallen II (1999) – společně s kapelami Enthroned, Prophanity, Amsvartner, Vim Patior a Misfortune
- Hymns to the Fallen III (2000) – společně s kapelami Enthroned, Eclipse, Amsvartner, Misfortune a Immemoreal